# Smicridea unguiculata
Smicridea unguiculata là một loài Trichoptera thuộc họ Hydropsychidae. Chúng phân bố ở vùng Tân nhiệt đới.